# Murvaux
 Murvaux  es una población y comuna francesa, en la región de Lorena, departamento de Mosa, en el distrito de Verdún y cantón de Dun-sur-Meuse.

## Demografía
| 259 | 245 | 196 | 173 | 161 | 144 |
| Para los censos de 1962 a 1999 la población legal corresponde a la población sin duplicidades (Fuente: INSEE [Consultar]) |     |     |     |     |     |